# Stethynium shakespearei
Stethynium shakespearei är en stekelart som beskrevs av Girault 1920. Stethynium shakespearei ingår i släktet Stethynium och familjen dvärgsteklar. Inga underarter finns listade i Catalogue of Life.